# Daria Kuczer
Daria Kuczer (* 26. Februar 1999 in Stettin) ist eine polnische Tennisspielerin.

## Karriere
Kuczer begann mit fünf Jahren das Tennisspielen und bevorzugt Sandplätze. Sie spielt bislang vor allem auf der ITF Women’s World Tennis Tour, wo sie bislang zwei Einzel- und zwölf Doppeltitel gewann.

## Turniersiege

### Einzel
| Nr. | Datum             | Turnier       | Kategorie | Belag | Finalgegnerin     | Ergebnis |
| --- | ----------------- | ------------- | --------- | ----- | ----------------- | -------- |
| 1.  | 18. August 2024   | Bydgoszcz     | ITF W35   | Sand  | Julie Belgraver   | 6:2, 6:0 |
| 2.  | 1. September 2024 | Bielsko-Biała | ITF W15   | Sand  | Klaudija Bubelytė | 6:4, 6:2 |

### Doppel
| Nr. | Datum              | Turnier                  | Kategorie   | Belag             | Partnerin          | Finalgegnerinnen                           | Ergebnis          |
| --- | ------------------ | ------------------------ | ----------- | ----------------- | ------------------ | ------------------------------------------ | ----------------- |
| 1.  | 2. September 2017  | Mrągowo                  | ITF $15.000 | Sand              | Marta Leśniak      | Angelica Moratelli Marine Partaud          | 6:2, 6:3          |
| 2.  | 10. Februar 2018   | Trnava                   | ITF $15.000 | Hartplatz (Halle) | Paulina Czarnik    | Anastasia Dețiuc Johana Marková            | 6:3, 7:5          |
| 3.  | 10. August 2018    | Warschau                 | ITF $25.000 | Sand              | Maja Chwalińska    | Martyna Kubka Stefania Rogozińska Dzik     | 3:6, 7:65, [10:1] |
| 4.  | 17. November 2018  | Scharm asch-Schaich      | ITF $15.000 | Hartplatz         | Weronika Falowska  | Anastassija Pribylowa Anna Pribylowa       | 6:4, 3:6, [11:9]  |
| 5.  | 30. März 2024      | Scharm asch-Schaich      | ITF W15     | Hartplatz         | Salma Drugdová     | Weronika Ewald Adithya Karunaratne         | 6:4, 6:3          |
| 6.  | 11. Mai 2024       | Kuršumlijska Banja       | ITF W15     | Sand              | Jenny Dürst        | Tea Lukic Natalija Senić                   | 6:3, 6:1          |
| 7.  | 31. August 2024    | Bielsko-Biała            | ITF W15     | Sand              | Weronika Ewald     | Karolína Kubáňová Aneta Laboutková         | 7:5, 1:6, [10:6]  |
| 8.  | 28. September 2024 | Santa Margherita di Pula | ITF W35     | Sand              | Lisa Zaar          | Silvia Ambrosio Julie Štruplová            | kampflos          |
| 9.  | 15. März 2025      | Antalya                  | ITF W15     | Sand              | Denisa Hindová     | Ilinca Amariei Chantal Sauvant             | 6:1, 7:5          |
| 10. | 22. März 2025      | Antalya                  | ITF W15     | Sand              | Patricia Maria Țig | Jekaterina Owtscharenko Emily Webley-Smith | 6:4, 6:2          |
| 11. | 27. Juni 2025      | Tarvis                   | ITF W35     | Sand              | Aneta Kučmová      | Dalila Jakupović Nika Radišić              | 2:6, 6:1, [13:11] |
| 12. | 2. August 2025     | Rogaška Slatina          | ITF W15     | Sand              | Salma Drugdová     | Laura Cíleková Natália Kročková            | 6:2, 3:1 Aufgabe  |